# Uvs nuur
Le lac Uvs (en mongol : Увс нуур, Uvs nuur ; en touvain : Успа-Холь, Uspa-Khol ; en russe : Убсу-Нур, Oubsou-Nour) est le plus grand lac de Mongolie. L'extrémité nord-est du lac se trouve sur le territoire de la République autonome de Touva, en Russie, où il est appelé « lac Oubsou-Nour ». Il s'agit d'un lac salé, de faible profondeur.
Le lac et son bassin, d'un grand intérêt biologique, ont été classés au Patrimoine mondial de l'UNESCO et en 2021 en tant que réserve de biosphère.

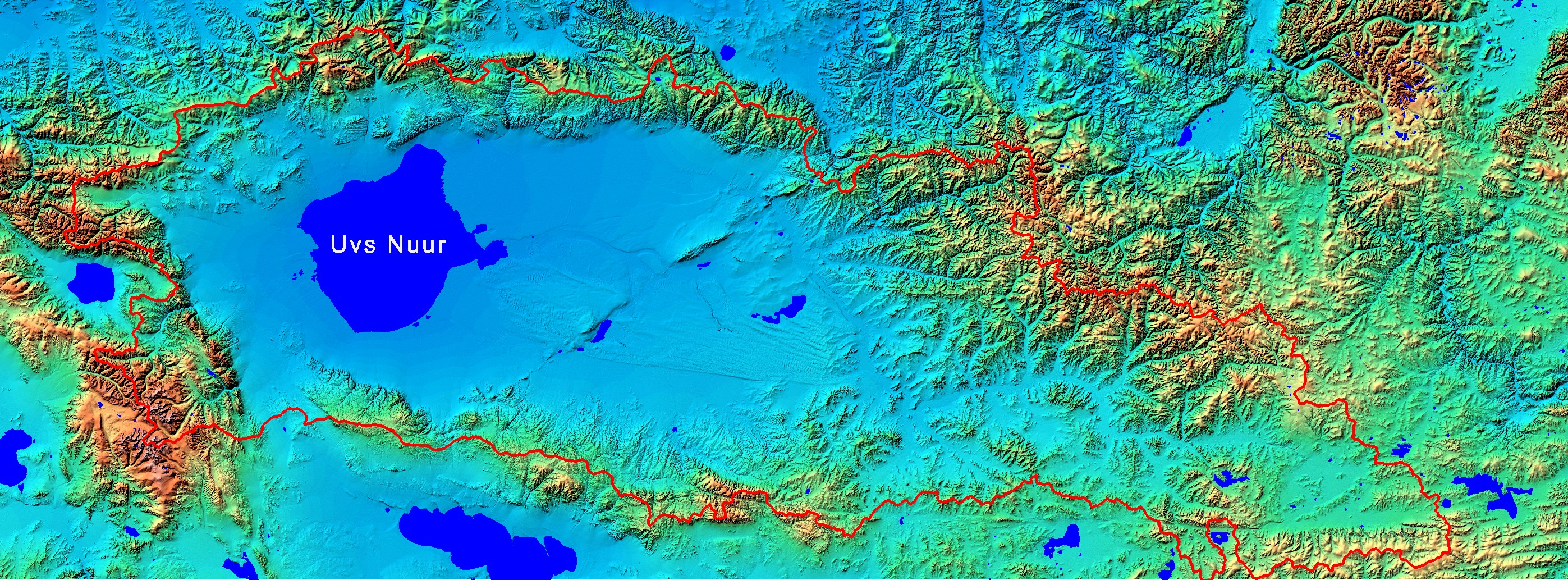
Bassin de drainage de l'Uvs nuur

## Tributaires
- Le Tesiin Gol ou Tes en russe (en rive est)
  - L'Erzin affluent du précédent, en rive gauche

## Climat
Le climat est de type continental extrême, avec des étés très chauds et de longs hivers très froids. Les températures moyennes en été sont de 20 °C - 22 °C, avec des maxima atteignant 40 °C. En hiver, les températures moyennes sont de −32 °C à −35 °C, avec des gelées durant six à sept mois et demi. Les minima descendent jusqu'à −55 °C. La saison végétative va de mai à septembre. La ligne des neiges éternelles se trouve à 2 700 mètres. Les écarts de température entre le jour et la nuit sont les plus élevés d'Asie.

## Hydrologie
Dans la cuvette, les précipitations n'atteignent que 150-200 mm, la plupart tombant en été lors de tempêtes et d'orages. Le biome y est celui du désert de type mongol. Les précipitations ne manquent cependant pas dans le bassin, mais elles affectent les sommets latéraux de celui-ci, avant tout les montagnes du Tannu-Ola situées au nord en république de Touva, et au nord-est en Mongolie.
L'évaporation dans la cuvette atteint environ 800 mm annuellement, ce qui nécessite un apport annuel d'environ 2,5 milliards de mètres cubes d'eau pour maintenir le niveau du lac, c'est-à-dire plus de 80 m3/s. À elle seule, la rivière Tes fournit au lac 56 m3/s, la moitié étant due à son affluent l'Erzin.
En été, l'air humidifié du lac, surchauffé au niveau de sa surface, monte puis se condense sur les montagnes bordant le bassin, y assurant de bonnes précipitations. Il en résulte une proximité inhabituelle entre le désert et la taïga.

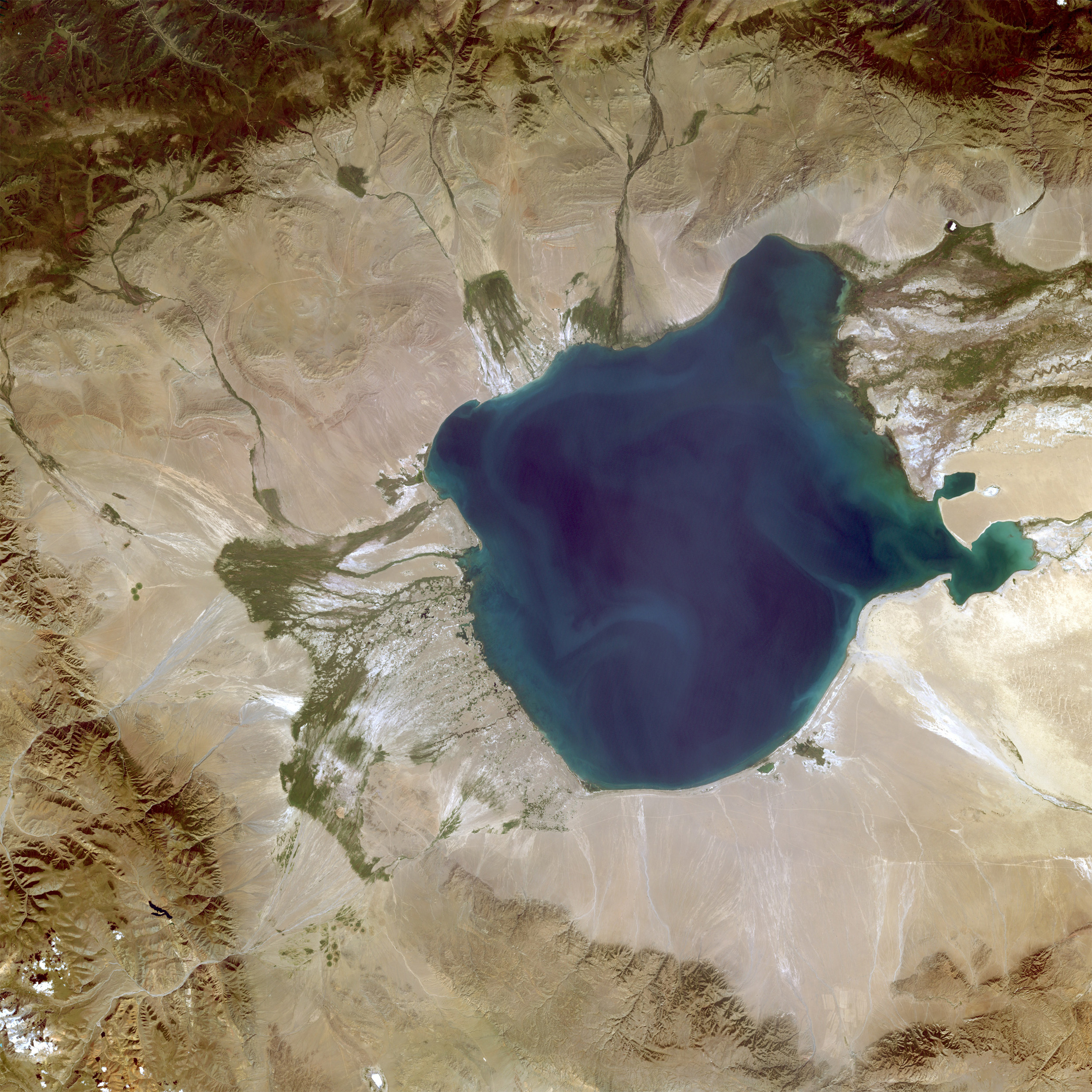
Image satellite de la partie ouest du bassin